# Rue Victor Hugo (Bruxelles)
Pour les articles homonymes, voir Victor, Hugo, Victor Hugo et Rue Victor-Hugo.
La rue Victor Hugo (en néerlandais : Victor Hugostraat) est une rue bruxelloise de la commune de Schaerbeek qui va de la chaussée de Louvain à l'avenue de Roodebeek en passant par la rue du Radium, l'avenue Léon Mahillon, l'avenue Émile Max, l'avenue Milcamps, l'avenue Eugène Plasky, l'avenue de l'Opale et l'avenue Adolphe Lacomblé.

## Description
La numérotation des habitations va de 1 à 225 pour le côté impair et de 4 à 200 pour le côté pair.

## Origine du nom
La rue porte le nom de l'écrivain français Victor Hugo qui lors de son exil de 1851 à 1870 vécut, par périodes, à Bruxelles.

## Adresses notables
- no 100 : collège Roi Baudouin
- no 147 : église Saint-Albert

## Galerie de photos

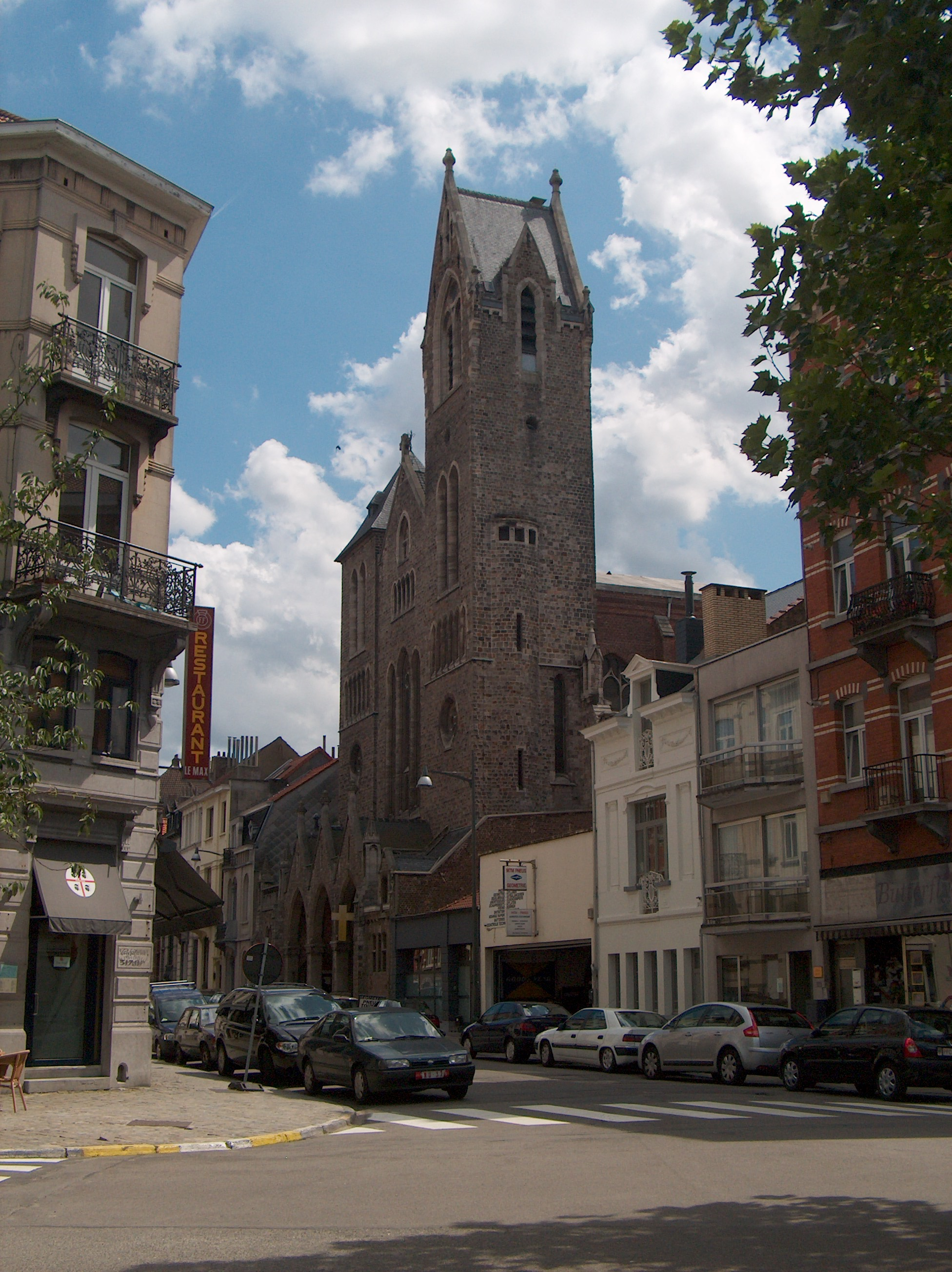
L'église Saint-Albert